# سوزانا كامبوس
سوزانا كامبوس (بالإسبانية: Susana Campos)‏ هي رسامة مكسيكية، ولدت في 1942.